# Religión babilónica

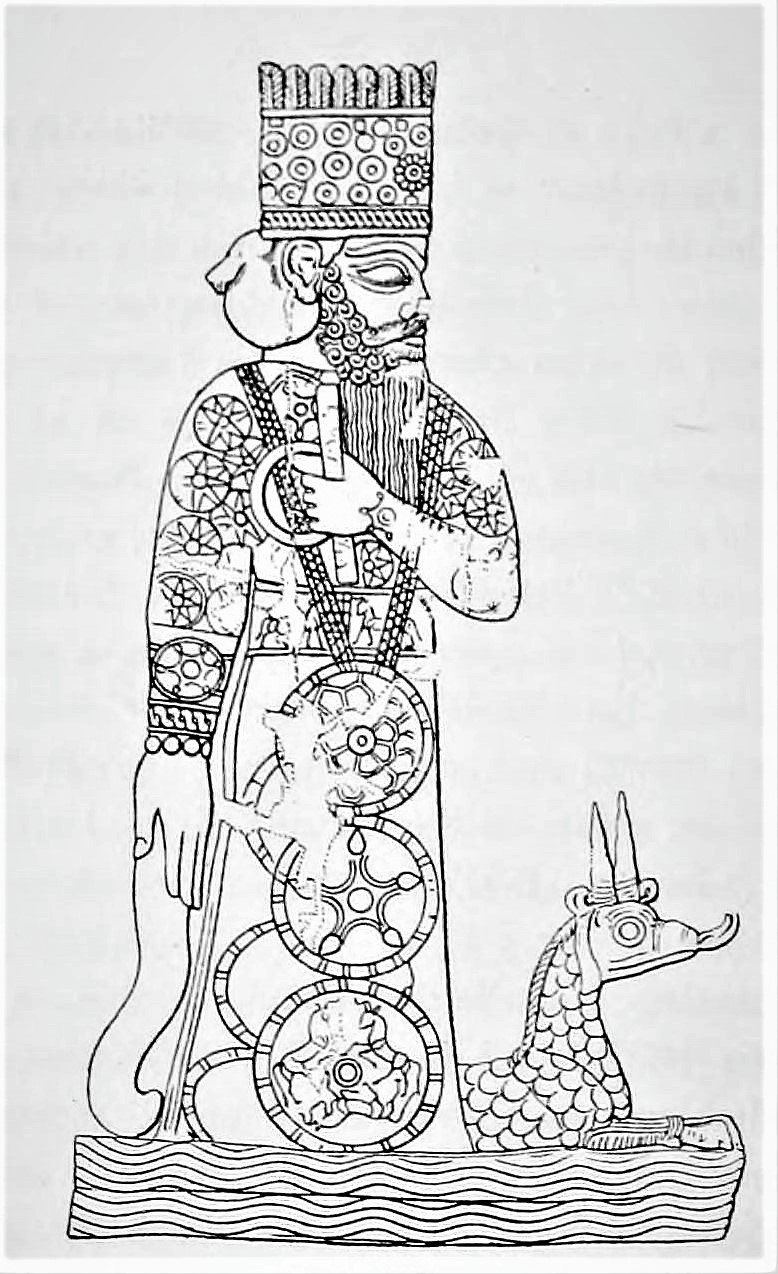
Marduk, dios supremo nacional de los babilonios, con su dragón Mušḫuššu.

La religión babilónica es la práctica religiosa de los caldeos, desde el período babilónico antiguo de la Edad del Bronce Medio hasta el surgimiento del imperio neoasirio en la Edad del Hierro Temprana. Un breve renacimiento de la tradición religiosa caldea (en oposición a los relacionados) se produjo en el marco de los siglos VII al VI a. C. (dinastía caldea). Tiene una gran deuda con la muy anterior religión sumeria.
El imperio daba a esta religión un carácter oficial y nacional, aunque también existía otra religión más popular. Comprende un amplio panteón politeísta, la mayoría asimilados de otras religiones.

## Mitología y cosmología
La mitología babilónica es un conjunto de unas grandes historias que describen las actividades de las deidades, héroes y criaturas mitológicas babilónicas. Estas historias sirvieron a diferentes propósitos sociales, políticos y ceremoniales, y en ocasiones, trataron de explicar los fenómenos naturales. La religión caldea se centró principalmente sobre la civilización.
La mitología babilónica estuvo fuertemente influenciada por su homóloga  sumeria, y fue escrita en tablillas de arcilla grabadas con escritura cuneiforme derivada del cuneiforme sumerio. Los mitos fueron, por lo general, escritos en sumerio o acadio. Algunos textos babilónicos fueron incluso traducciones al acadio desde la lengua sumeria o de otros textos anteriores, aunque los nombres de algunas deidades fueron cambiados en los textos babilónicos.
Muchas deidades, mitos y escritos religiosos babilónicas son singulares a esta cultura, por ejemplo, el dios babilónico, Marduk, patrono de la ciudad, reemplazó a Enlil como dios supremo del panteón mitológico. El Enuma Elish, una epopeya sobre el mito de la creación fue una obra original babilónica.

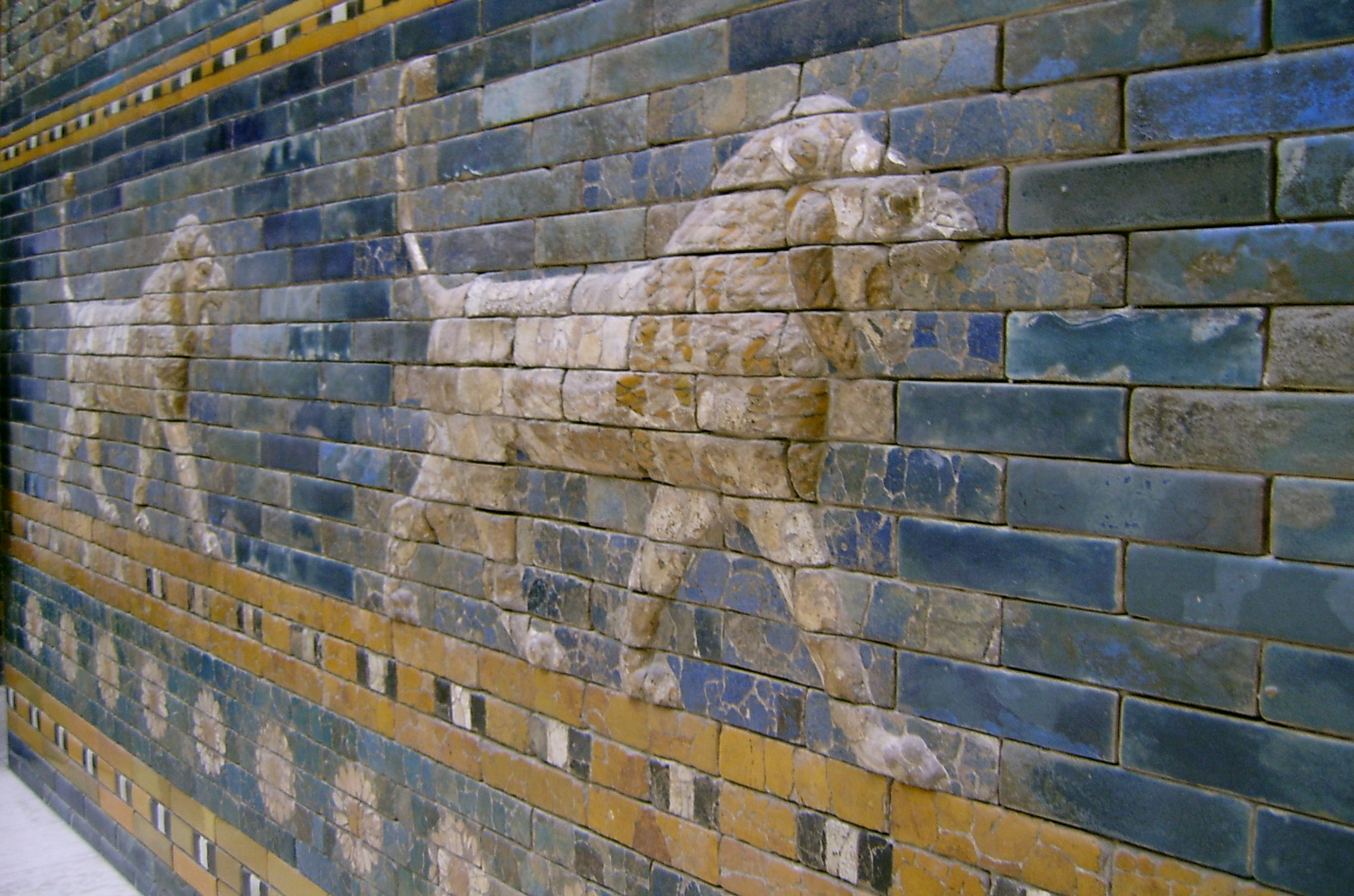
Detalle de la puerta de Ishtar de Babilonia.

## Fiestas religiosas
Los fragmentos de tablillas recuperadas a partir del período neobabilónico describen varios días de fiesta para celebrar el Año Nuevo. La fiesta se iniciaba el primer día del primer mes de Babilonia, Nisannu, que se corresponde aproximadamente con abril/mayo del calendario gregoriano. Esta fiesta celebraba la re-creación de la Tierra, basándose en la historia de la creación del dios Marduk como se describía en el Enuma Elish.

## Adivinación y magia
La religión babilónica se centraba de forma oficial en la adivinación y la magia. Pensaban que cada Año Nuevo, Marduk promulgaría los destinos de todos los seres para el año entrante. Por eso, entre otros, se celebraban con gran importancia y participación las fiestas del año nuevo Akitu. Para el caso que los destinos fuesen nefastos, los babilonios deberían conocerlos para tratar de conjurarlos, y ahí entraban los adivinos, sacerdotes oficiales del estado que deberían conocer los presagios divinos a través de diferentes señales, como las procedentes del cielo, los sueños o el examen de vísceras de animales sacrificados.
Para evitar las acciones nefastas se protegían mediante amuletos, exorcismo o magia.

## Importancia de los ídolos
En la religión babilónica, el seguimiento de los rituales y la adoración de las estatuas de las deidades era considerado sagrado, pues los dioses vivían simultáneamente en sus estatuas de los templos y en las fuerzas naturales que encarnaban. Una elaborada ceremonia del lavado de la boca de las estatuas apareció durante el período babilónico antiguo.
El saqueo o destrucción de los ídolos era considerado como una retirada del patrocinio divino. Durante el período neobabilónico, el príncipe caldeo Marduk-apal-iddina II huyó a las marismas del sur de Mesopotamia con las estatuas de los dioses de Babilonia para salvarlas de los ejércitos de Senaquerib de Asiria.